# Toheart (группа)
Toheart (кор. 투하트, стилизовано как ToHeart) — южнокорейский дуэт, образованный в 2014 году. В состав дуэта входят Ухён из Infinite и Ки из SHINee. Это совместный проект S.M. Entertainment и Woollim Entertainment.

## История
«Сначала мы собирались выступить под такими именами, как „Ухён и Ки“ или „Ки и Ухён“, но мы решили выбрать другое название, чтобы показать, что мы и в будущем будем продолжать работать как Команда и создавать хорошую музыку», — участник Ухён об имени группы.
20 февраля 2014 года S.M. Entertainment выпустило тизер видео Toheart, специального дуэта, состоящего из Ухёна из Infinite и Ки из SHINee. 27 февраля вышел второй тизер. Toheart дебютировали с мини-альбомом Delicious, а видеоклип на заглавный трек был выпущен 10 марта. В тот же день дуэт провёл своё первое выступление в COEX Artium. Ведущими выступили коллеги по группе Минхо и Сонгю. Джефф Бенджамин из музыкального журнала Billboard похвалил вокал дуэта, а также хореографию и харизму на экране.
Ухён и Ки заявили, что это была их идея создать юнит, поскольку они оба друзья, и им интерересно работать вместе. Они не думали о том, чтобы сделать совместный певческий проект, а только фотосессию и тому подобное. 7 апреля 2014 года дуэт выступил с музыкальным видео «Скажи мне почему», в котором участвовали младший брат Сон Ёля из Infinite, Ли Дэ Ёль, и актриса Мун Га Ён. Поклонники просили о песне и она была создана музыкальной продюсерской командой Sweetune. В клипе повествуется история о нежелании мужчины позволить уйти своей возлюбленной.

## Участники
- Нам У Хён (кор. 남우현), род. 8 февраля 1991 года в Сеуле.
- Ки (англ. Key), настоящее имя Ким Ги Бом (кор. 김기범), род. 23 сентября 1991 года в Тэгу.

## Дискография

### Мини-альбомы
| Название       | Детали альбома | Позиция в чартах | Позиция в чартах | Позиция в чартах | Позиция в чартах | Продажи                      |
| Название       | Детали альбома | KOR              | JPN              | TW               | US World         | Продажи                      |
| -------------- | --- | ---------------- | ---------------- | ---------------- | ---------------- | ---------------------------- |
| 1st Mini Album | - Дата выпуска: 10 марта 2014 - Лейбл: SM Entertainment, Woollim Entertainment, LOEN Entertainment - Формат: CD, цифровое скачивание | 1                | 25               | 11               | 8                | - KOR: 74,242+ - JPN: 6,216+ |

### Синглы
| Название      | Год  | Позиция в чартах | Позиция в чартах | Позиция в чартах    | Альбом         |
| Название      | Год  | KOR Gaon Chart   | CHN Baidu Chart  | KOR Billboard K-Pop | Альбом         |
| ------------- | ---- | ---------------- | ---------------- | ------------------- | -------------- |
| «Delicious»   | 2014 | 9                | 17               | 27                  | 1st Mini Album |
| «Tell Me Why» | 2014 | 36               | —                | 63                  | 1st Mini Album |

### Другие песни
| Название         | Год  | Позиция в чартах | Альбом         |
| Название         | Год  | KOR Gaon Chart   | Альбом         |
| ---------------- | ---- | ---------------- | -------------- |
| «You’re My Lady» | 2014 | 34               | 1st Mini Album |
| «Maze»           | 2014 | 50               | 1st Mini Album |
| «Start»          | 2014 | 51               | 1st Mini Album |
| «Intro»          | 2014 | 82               | 1st Mini Album |

## Музыкальные видео
| Год  | Музыкальное видео                         |
| ---- | ----------------------------------------- |
| 2014 | «Delicious» муз. видео                    |
| 2014 | «Delicious (Performance Ver.)» муз. видео |
| 2014 | «Tell Me Why» муз. видео                  |

## Награды и номинации

### SBS MTV Best of the Best
| Год  | Категория                        | Номинированная работа | Результат |
| ---- | -------------------------------- | --------------------- | --------- |
| 2014 | Лучшее мужское музыкальное видео | «Delicious»           | Номинация |

### Golden Disk Awards
| Год  | Категория               | Номинированная работа | Результат | Ссылка |
| ---- | ----------------------- | --------------------- | --------- | ------ |
| 2015 | Награда за популярность | Toheart               | Победа    | [ 18 ] |